# یوتا ماهی پرنده
یوتا ماهی پرنده یک ستاره است که در صورت فلکی ماهی پرنده قرار دارد.